# Thecosomata
I tecosomati (Thecosomata) sono un sottordine di molluschi gasteropodi dell'ordine Opistobranchia.
Si tratta di animali oloplanctonici, che passano cioè tutta la vita sotto forma di plancton galleggiando passivamente nell'ambiente pelagico.